# أندريه كولمان
أندريه كولمان (بالإنجليزية: Andre Coleman)‏ هو لاعب كرة قدم أمريكية أمريكي، ولد في 19 سبتمبر 1972 في تشارلوت في الولايات المتحدة.

## وصلات خارجية
- أندريه كولمان على موقع مرجع كرة القدم المحترفة.كوم (الإنجليزية)